# Gustaf Adolf Lindblom
Gustaf Adolf  Lindblom, född 13 april 1828 i Kimito, död 13 maj 1889 i Åbo, var en finländsk affärsman. 
Lindblom övertog 1849 en handels- och rederirörelse i Åbo efter sin morbror, grundade 1859 Aura sockerbruk tillsammans med tre kompanjoner och deltog 1872 i grundandet av Kymmene Ab. Han var en central gestalt i stadens liv och testamenterade betydande summor till välgörande ändamål. Hans söner lät 1891 vid salutorget uppföra det ståtliga så kallade Lindblomska huset, som revs 1956 för att bereda plats bland annat för Wiklunds varuhus. Han tilldelades kommerseråds titel 1871.